# Washington Mystics 2004
La stagione 2004 delle Washington Mystics fu la 7ª nella WNBA per la franchigia.
Le Washington Mystics arrivarono terze nella Eastern Conference con un record di 17-17. Nei play-off persero la semifinale di conference con le Connecticut Sun (2-1).

## Roster
| N° | Naz.                   | Ruolo | Sportivo            | Anno | Alt. | Peso |
| -- | ---------------------- | ----- | ------------------- | ---- | ---- | ---- |
| 9  | Stati Uniti (bandiera) | G     | Coco Miller         | 1978 | 178  | 62   |
| 10 | Stati Uniti (bandiera) | A     | Murriel Page        | 1975 | 188  | 72   |
| 14 | Stati Uniti (bandiera) | G     | Kiesha Brown        | 1979 | 175  | 66   |
| 20 | Stati Uniti (bandiera) | GA    | Alana Beard         | 1982 | 180  | 73   |
| 21 | Canada (bandiera)      | G     | Stacey Dales        | 1979 | 183  | 70   |
| 23 | Stati Uniti (bandiera) | G     | Chamique Holdsclaw  | 1977 | 188  | 76   |
| 31 | Stati Uniti (bandiera) | A     | Aiysha Smith        | 1980 | 188  | 78   |
| 32 | Stati Uniti (bandiera) | G     | Shaunzinski Gortman | 1979 | 178  | 72   |
| 35 | Stati Uniti (bandiera) | G     | Tamicha Jackson     | 1978 | 168  | 54   |
| 43 | Stati Uniti (bandiera) | AC    | Nakia Sanford       | 1976 | 193  | 91   |
| 44 | Stati Uniti (bandiera) | C     | Chasity Melvin      | 1976 | 191  | 84   |
| 50 | Stati Uniti (bandiera) | C     | Kaayla Chones       | 1981 | 191  | 82   |

## Staff tecnico
- Allenatore: Michael Adams
- Vice-allenatori: Linda Hargrove, Stephanie Ready